# Serraca yuwanina
Serraca yuwanina är en fjärilsart som beskrevs av Sato 1981. Serraca yuwanina ingår i släktet Serraca och familjen mätare. Inga underarter finns listade i Catalogue of Life.